# Lili Das
Lili Das (* 18. März 1998) ist eine indische Leichtathletin, die sich auf den Mittelstreckenlauf spezialisiert hat.

## Sportliche Laufbahn
Erste internationale Erfahrungen sammelte Lili Das 2016 bei den Juniorenasienmeisterschaften in der Ho-Chi-Minh-Stadt, bei denen sie im 800-Meter-Lauf in 2:0,64 min die Goldmedaille gewann, wie auch über 1500 Meter in 4:29,50 min. Damit qualifizierte sie sich in beiden Disziplinen für die U20-Weltmeisterschaften in Bydgoszcz, bei denen sie über 800 Meter mit 2:13,45 min in der ersten Runde ausschied und im 1500-Meter-Lauf mit 4:17,29 min im Finale auf Rang zehn gelangte. Im Jahr darauf nahm sie erstmals an den Asienmeisterschaften in Bhubaneswar teil und wurde dort in 2:07,49 min Vierte über 800 Meter. 2019 klassierte sie sich bei den Asienmeisterschaften in Doha in 4:32,41 min auf dem 14. Platz über 1500 Meter und Anfang Dezember gewann sie bei den Südasienspielen in Kathmandu in 2:08,97 min die Bronzemedaille über 800 Meter hinter Dilshi Kumarasinghe und Gayanthika Abeyrathne aus Sri Lanka. 2023 klassierte sie sich bei den Asienmeisterschaften in Bangkok mit 4:27,61 min auf dem siebten Platz über 1500 Meter und 2025 belegte sie bei den Asienmeisterschaften in Gumi in 4:13,81 min den vierten Platz.
2025 wurde Das indische Meisterin im 1500-Meter-Lauf.

## Persönliche Bestleistungen
- 800 Meter: 2:02,98 min, 18. März 2021 in Patiala
- 1500 Meter: 4:10,88 min, 21. April 2025 in Kochi